# Ji-Tu Cumbuka
Ji-Tu Cumbuka (Helena, 4 marzo 1940 – Atlanta, 4 luglio 2017) è stato un attore statunitense.

## Biografia
Dopo aver frequentato la Texas Southern University, si trasferisce in California per intraprendere la carriera di attore e frequentò la Columbia College a New York City, conseguendo un Bachelor of Arts in teatro e un master in cinematografia. Ottenne un ruolo nel film Tradimento nel 1968 diretto da Jules Dassin.
Prese parte a tantissime produzioni televisive come la miniserie Radici, Daniel Boone, Young Dan'l Boone, California, A-Team, Hazzard, La signora in giallo, Walker Texas Ranger, CSI - Scena del crimine, Amen, 227, Sanford and Son, Hunter, L'ispettore Tibbs e Matlock. Fu uno dei membri principali del cast della serie di spionaggio Un uomo chiamato Sloane assieme a Robert Conrad e Dan O'Herlihy.
Nel corso della sua carriera ha lavorato a diversi lungometraggi. Rivestì i panni dell'ex guardia della NBA Oscar Robertson nel film biodramma del 1973 Maurie. Nel 1989 interpreta il giocatore d'azzardo ubriaco e sdentato che viene colpito da una pallottola per soldi nel film Harlem Nights. Altri film in cui è apparso includono Change of Habit (1969), Blacula (1972), Trader Horn (1973), Lost in the Stars (1974), Mandingo (1975), Dr. Black, Mr. Hyde (1976), Questa terra è la mia terra (1976), La corsa di Jericho (1979), Prigione modello (1985), Chi più spende... più guadagna! (1985), Un ponte di guai (1985), La morte alle calcagna (1986), Un folle trasloco (1988) e Caged in Paradiso (1990).
Morì il 4 luglio 2017, all'età di 77 anni, dopo una battaglia di sei mesi contro il cancro.

## Filmografia parziale

### Cinema
- Tradimento (Up Tight!), regia di Jules Dassin (1968)
- Change of Habit, regia di William A. Graham (1969)
- Top of the Heap, regia di Christopher St. John (1972)
- Blacula, regia di William Craine (1972)
- Voglio la libertà (Up the Sandbox), regia di Irvin Kershner (1972)
- Mandingo, regia di Richard Fleischer (1975)
- Dr. Black, Mr. Hyde, regia di William Crain (1976)
- Questa terra è la mia terra (Bound for Glory), regia di Hal Ashby (1976)
- Non rubare... se non è strettamente necessario (Fun with Dick and Jane), regia di Ted Kotcheff (1977)
- Bachelor Party - Addio al celibato (Bachelor Party), regia di Neal Israel (1984)
- Prigione modello (Doin' Time), regia di George Mendeluk (1985)
- Chi più spende... più guadagna! (Brewster's Millions), regia di Walter Hill (1985)
- Un ponte di guai (Volunteers), regia di Nicholas Meyer (1985)
- La morte alle calcagna (Out of Bounds), regia di Richard Tuggle (1986)
- Una fortuna sfacciata (Outrageous Fortune), regia di Arthur Hiller (1987)
- Un folle trasloco (Moving), regia di Alan Metter (1988)
- Harlem Nights, regia di Eddie Murphy (1989)
- Caged in Paradiso, regia di Mike Snyder (1990)

### Televisione
- Kojak – serie TV, 2 episodi (1973-1974)
- Le strade di San Francisco (The Streets of San Francisco) – serie TV, un episodio (1975)
- Agenzia Rockford (The Rockford Files) – serie TV, un episodio (1976)
- Radici (Roots) – serie TV, 2 episodi (1977)
- Sanford and Son – serie TV, 2 episodi (1977)
- Un uomo chiamato Sloane (A Man Called Sloane) – serie TV, 12 episodi (1979)
- La signora in giallo (Murder, She Wrote) – serie TV, episodio 6x07 (1989)
- CSI - Scena del crimine (CSI: Crime Scene Investigation) – serie TV, episodio 5x01 (2004)

## Doppiatori italiani
Nelle versioni in italiano delle opere in cui ha recitato, Ji-Tu Cumbuka è stato doppiato da:
- Glauco Onorato in Questa terra è la mia terra, Chi più spende... più guadagna!
- Ferruccio Amendola in Mandingo
- Massimo Foschi in Radici
- Daniele Tedeschi in Un uomo chiamato Sloane
- Alessandro Rossi in Un ponte di guai
- Elio Zamuto in La signora in giallo
- Mauro Magliozzi in CSI - Scena del crimine